# Koudougou
Koudougou là một tổng thuộc  tỉnh Boulkiemdé ở miền trung Burkina Faso. Dân số thời điểm 2005 là  131.394 người. Thủ phủ là thị xã Koudougou.

## Các thị xã và làng xã
• Thị xã Koudougou • Boulsin • Doulou • Gninga • Godin-Oualogtinga • Kamedji • Kikigogo • 
Kolgrogogo • Lattou • Nayalgué • Péyiri • Saria • Sigoghin • Toêga • Tiogo Mossi • Villy